# Suruga fundicola
Suruga fundicola es una especie de peces de la familia de los Gobiidae en el orden de los Perciformes.

## Hábitat
Es un pez de Mar y, de clima templado y demersal que vive entre 80-300 m de profundidad.

## Distribución geográfica
Se encuentra en el Japón.

## Observaciones
Es inofensivo para los humanos.